# 哥伦比亚劳动党
哥伦比亚劳动党（西班牙語：Partido del Trabajo de Colombia，缩写为PTC）是哥伦比亚的一个毛主义政党。1969年9月14日，该党在麦德林成立，由工人、学生和农民运动的毛主义者创建。1970年10月1日起，该党对外以“独立革命工人运动”的名义活动。它在当时所有类似的运动中以呼吁拒绝武装斗争而著称，并提倡开展选举政治斗争。该党的创始人是弗朗西斯科·莫斯克拉，他担任总书记直至1994年去世。经过一段时间的内部斗争，1999年，独立革命工人运动与哥伦比亚劳动党分道扬镳，形成两个不同的政党，马塞洛·托雷斯担任哥伦比亚劳动党的总书记。在2010年以前，该党是替代民主极点的一部分，2013年—2020年，该党是绿色联盟的一部分。2021年，该党参与创建选举联盟历史公约“哥伦比亚能”。2023年，该党恢复注册政党地位。
该党的社会基础在工会运动中，其掌握的工会力量聚集在哥伦比亚工人统一中央，并在该组织中属于“民主派”。该党的青年组织为“爱国青年—PTC”，汇集了中学、大学和贫民区的青年。